# Primula aerinantha
Primula aerinantha är en viveväxtart som beskrevs av Isaac Bayley Balfour och Purdom. Primula aerinantha ingår i släktet vivor, och familjen viveväxter. Inga underarter finns listade i Catalogue of Life.